# Lineaire functionaal
In de lineaire algebra en de functionaalanalyse, beide deelgebieden van de wiskunde, is een lineaire functionaal of lineaire vorm, ook wel eenvorm of covector genoemd, een lineaire afbeelding van een vectorruimte naar het lichaam/veld van scalairen. In de euclidische ruimte {\displaystyle \mathbb {R} ^{n}} worden vectoren wel voorgesteld als kolomvectoren en lineaire functionalen als rijvectoren. Het resultaat {\displaystyle xv} van de toepassing van de lineaire functionaal {\displaystyle x} op de vector {\displaystyle v} is dan het matrixproduct met de rijvector aan de linkerkant en de kolomvector aan de rechterkant. Schrijft men {\displaystyle w^{*}} voor de duale van de vector {\displaystyle w}, dan is het resultaat {\displaystyle w^{*}v=w\cdot v}, dus juist het inwendige product van {\displaystyle w} en {\displaystyle v}.
De lineaire functionalen op een vectorruimte {\displaystyle V} vormen zelf een vectorruimte, de duale ruimte {\displaystyle V^{*}} van {\displaystyle V}.